# Мирослав Мики Радоњић
Мирослав Мики Радоњић (Прњавор, 3. јун 1971) је театролог и доктор наука из области књижевности.

## Биографија
Основну школу завршио је у Прњавору а средњу математичку школу у Дервенти. Дипломирао је на Филозофском факултету у Новом Саду, одсек за српску књижевност и језик 2000. године. Магистарски рад под насловом "Трагови Стеријине комедиографије у српској драматургији XX века – А. Поповић, Д. Ковачевић, С. Селенић, В. Огњеновић" одбранио је на Катедри за српску књижевност, такође у Новом Саду, у мају 2005. године, где је и докторирао са тезом "Драмски опус Виде Огњеновић у контексту савремене српске драматургије и књижевне традиције" у априлу 2015. године. Живи у Новом Саду.

## Каријера
У склопу позоришне праксе, као члан више стручних жирија, учествовао је на бројним домаћим позоришним фестивалима. Од 2003. године члан је Удружења позоришних критичара и театролога Србије, а од 2011. године српског центра Међународног позоришног института (ITI). Био је један од уредника часописа "Сцена" (издавач Стеријино позорје), као и "Војвођанска сцена" (издавач Позоришни музеј Војводине). Од септембра 2008. до септембра 2012. године члан је редакције позоришних новина "Лудус" (издавач Савез драмских уметника Србије). Био је члан Управног одбора Српског народног позоришта, у два сазива, од 2002. до 2007. године, и управног одбора Народног позоришта у Београду (2010-2011.). Селектор је Фестивала "Јоаким Вујић" 2009/2010 и 60. фестивала професионалних позоришта Војводине 2010. године. Селектор 16. Театар феста "Петар Кочић" 2013. године (Бања Лука).
Од 1999. године обављао је послове руководиоца сектора за односе с јавношћу у Издавачко-књижарском центру "Соларис", а од марта 2005. године запослен је у Народном позоришту "Тоша Јовановић" у Зрењанину, на месту директора драмске сцене. Од септембра 2005. до јула 2008. године директор је Стеријиног позорја, а након тога до 2015. године помоћник директора. Тренутно обавља функцију директора Стеријиног позорја.

## Књижевни рад
Позоришну критику и радове из театрологије објављује у континуитету од 1996. године. Аутор је књига "Стерија у огледалу XX века" у издању Позоришног музеја Војводине и Матице српске, 2006. године и "Бегунци из безнађа" у издању Позоришног музеја Војводине 2017. године.